# Левицкий, Андрей Юрьевич
Андрей Юрьевич Левицкий (16 апреля 1971, Киев) — украинский писатель, создатель фанфиков в популярной вселенной S.T.A.L.K.E.R.

## Биография
Родился в Киеве, 16 апреля 1971 года. Детство Андрея Левицкого по большей части прошло в Чернобыле, где жила его бабушка. После окончания школы № 65 на Левобережной, недолго учился на филологическом факультете Киевского государственного университета, но по специальности никогда не работал и сменил множество профессий — был барменом, экспедитором, владел своим бизнесом.

## Творчество всерии S.T.A.L.K.E.R
В 2004-м году был приглашён компанией GSC Game World для работы над сценарием компьютерной игры Heroes of Annihilated Empires, после выпуска которой продолжал сотрудничество с GSC и, по сути, какое-то время являлся внештатным сотрудником компании. Вместе со сценаристами GSC работал над сценарием первого аддона игры S.T.A.L.K.E.R.: Чистое небо. В 2007 году издательство Эксмо предложило Левицкому написать несколько романов для книжной серии по мотивам S.T.A.L.K.E.R.а. Первый роман Андрея Левицкого в этой серии, «Выбор оружия», (впрочем, как и все последующие книги) вызвал неоднозначную реакцию фанатов, обвиняющих автора в отходе от канонов игровой вселенной. Что, однако, не помешало Левицкому впоследствии стать самым популярным автором серии (по опросу студии GSC Game World, в котором приняло участие несколько десятков тысяч человек). За несколько лет в серии S.T.A.L.K.E.R. у Андрея Левицкого вышли следующие книги:
1. «Выбор оружия»
2. «Сердце Зоны»
3. «Охотники на мутантов» (совместно с Львом Жаковым)
4. «Воины Зоны» (в соавторстве с Алексеем Боблом)
5. «Змеёныш» (совместно с Львом Жаковым)
6. «Череп мутанта» (совместно с Виктором Ночкиным)
7. «Сага смерти. Мгла»
8. «С. Х. В. А. Т. К. А.»
9. «Тропами мутантов»
10. «Слепая удача»
11. «Трое против зоны»
12. «Новый выбор оружия»
13. «Рождение Зоны»
14. «Сага смерти. Петля антимира»
15. «Сага смерти. Сеть антимира»
16. «Осознание»
17. «Антизона» написана вне стиля сталкер и не в его стилистике
18. «Квест на выживание»
19. «Зов армады»
20. «Чёрный судья»
21. «Охотники за артефактами»
22. «Война Зоны»

Именно Левицкий привёл в серию художника Ивана Хивренко, ставшего позже очень известным среди фанатов S.T.A.L.K.E.R.a (первой работой Хивренко для этой серии была обложка романа «Выбор оружия»). Также именно благодаря Левицкому в серию попали такие авторы, как Алексей Бобл, Лев Жаков, Виктор Ночкин и Александр Шакилов.

## Другие произведения
После «S.T.A.L.K.E.R.а» Андрей Левицкий придумал мир «Технотьмы», который воплотил в жизнь вместе с московским автором Алексеем Боблом, создав цикл романов:
1. «Пароль: Вечность»
2. «Кланы Пустоши»
3. «Варвары Крыма»
4. «Джагер»
5. «Песчаный блюз»
6. «Воин Пустоши» (только А. Левицкий)
7. «Падение небес»
8. «Последняя битва» (только А. Бобл)

Позже к «Технотьме» присоединились Виктор Глумов, Роман Куликов и Виктор Ночкин, написавшие ещё несколько романов, действия которых происходит в этой Вселенной.
В 2011 году вышла дилогия «Нашествие» («Москва-2016», «Буря миров»), продолженная Виктором Глумовым в романе «Нашествие. Мститель».
В 2012 году в издательстве АСТ стартовал новый фантастический цикл «Зона тайны», который открывается остросюжетным романом Андрея Левицкого «Аномалы».
Неверно распространённое в Сети мнение о том, что Андрей Левицкий — это тот же человек, который ранее выступал под псевдонимом Илья Новак. Под этим псевдонимом в разное время писали три человека, в то время как Левицкий — одно лицо.
Также заблуждением является утверждение, что писатель активно задействован именно в межавторских сериях. Помимо S.T.A.L.K.E.R.a (работать в котором Левицкий, по его собственным словам, согласился «Когда серия ещё отнюдь не была так популярна — и только потому, что писал сценарий к игре и хорошо знал этот мир, жил им»), писатель не участвовал ни в одной из известных межавторских серий (Метро, Этногенез, Зона смерти и др.), куда издательства приглашали его. «Технотьма» же превратилась в такую серию уже после того, как Левицкий с Боблом закончили свой цикл из восьми романов.
Андрей Левицкий спродюсировал постапокалиптическую трилогию «Остроги» Александра Шакилова («Эпоха зомби», «Атака зомби», «Война зомби») и придумал серию «SEKTOR» (др. названия: «Аномальный Сектор», «С. Л. Е. Д. О. П. Ы. Т.»), первая книга которой должна увидеть свет в августе 2012 года.
Писатель неоднократно посещал Зону отчуждения, бывал и в других аномальных районах. Много путешествует. Сейчас Андрей Левицкий живёт в Болгарии, в небольшой горной деревушке недалеко от болгарско-греческой границы.